# Laurent Évrard
Laurent Évrard (Beauvechain, 22 settembre 1990) è un ciclista su strada belga. È professionista dal 2012, eccetto il 2017 quando tornò a gareggiare con la squadra dilettantistica VC Villefranche Beaujolais.

## Palmarès

### Strada
- 2017 (dilettanti)

Circuit boussaquin
2ª tappa Boucles nationales du printemps
2ª tappa Tour de la Vallée Montluçonnaise
Grand Prix du Cru Fleurie
2ª tappa Tour du Chablais
- 2018 (Sovac-Natura4Ever, due vittorie)

1ª tappa Tour International de la Wilaya d'Oran (Orano > Orano)
Classifica generale Tour International de la Wilaya d'Oran
- 2019 (Sovac, due vittorie)

3ª tappa Tour du Maroc (Oued Laou > Al Hoceima)
Classifica generale Tour du Maroc

#### Altri successi
- 2018 (Sovac-Natura4Ever)

Classifica a punti Tour International de la Wilaya d'Oran
Classifica scalatori Tour International de la Wilaya d'Oran

### Pista
- 2015

Campionati belgi, Corsa a punti